# Fidžijski zovoj
Fidžijski zovoj (lat. Pseudobulweria macgillivrayi) je manja tamna ptica iz roda Pseudobulweria i porodice zovoja. Endem je Fidžija. 
Tamnosmeđe je boje, duga je oko 30 cm. Ima tamne oči i taman kljun, a noge su blijedoplave boje. 
Prvi put ju je našao prirodoslovac John MacGillivray 1855. godine, na svom putovanju na brodu "HMS Herald". Ponovno pronalaženje ove ptice, odnosno potvrda njenog postojanja se dogodila tek 1983. Otada pa do danas ptica je nekoliko puta viđena, a jednom je i uhvaćena, 1984. godine. 
Označena je kao kritično ugrožena jer nema veliku populaciju, koja je uz to ograničena na vrlo malom prostoru, većinom oko otoka Gau. Populacija je u opadanju zbog njihovih neprijatelja kao što su mačke.

## Vanjske poveznice
|  | Wikivrste imaju podatke o taksonu Pseudobulweria macgillivrayi |